# Pterodaustro
Pterodaustro (= jižní křídlo) byl rod pterosaura (ptakoještěra) z čeledi Ctenochasmatidae. Žil na území dnešní Argentiny, ale možná i na území Chile a Francie v období pozdní rané křídy.

## Popis
Jeho relativně dlouhá křídla měla rozpětí kolem 1,5 metru. Pravděpodobně byl i osrstěný, avšak jeho srst byla pravděpodobně voděvzdorná, protože žil u vody. Byl to pravděpodobně společenský tvor, který žil v hejnech.
Rod Pterodaustro měl poměrně standardně vypadající tělo, podobné jako měli jiní pterodaktyloidi, ale lebkou se úplně vymykal. Byla dlouhá 25 cm a zobák pterodaustra byl silně prohnutý vzhůru, což je u pterosaurů neobvyklé, ale nejpodivnějším znakem byla řada zhruba pěti set drátovitých zubů na obou stranách spodní čelisti. Tyto zuby směřovaly nahoru jako štětiny kartáčku na zuby a byly tak dlouhé, že se nemohly vejít dovnitř zobáku, když byla horní čelist zavřená. Pterodaustro zřejmě používal zuby k "prosívání" potravy z mělké vody. Z vody protékající mezi zuby zachycoval drobné živočichy a rostliny. Poté zobák zavřel, aby mohl kořist spolknout. Tento způsob krmení se nápadně podobá krmení plameňáků.